# Achète moi un juke-box

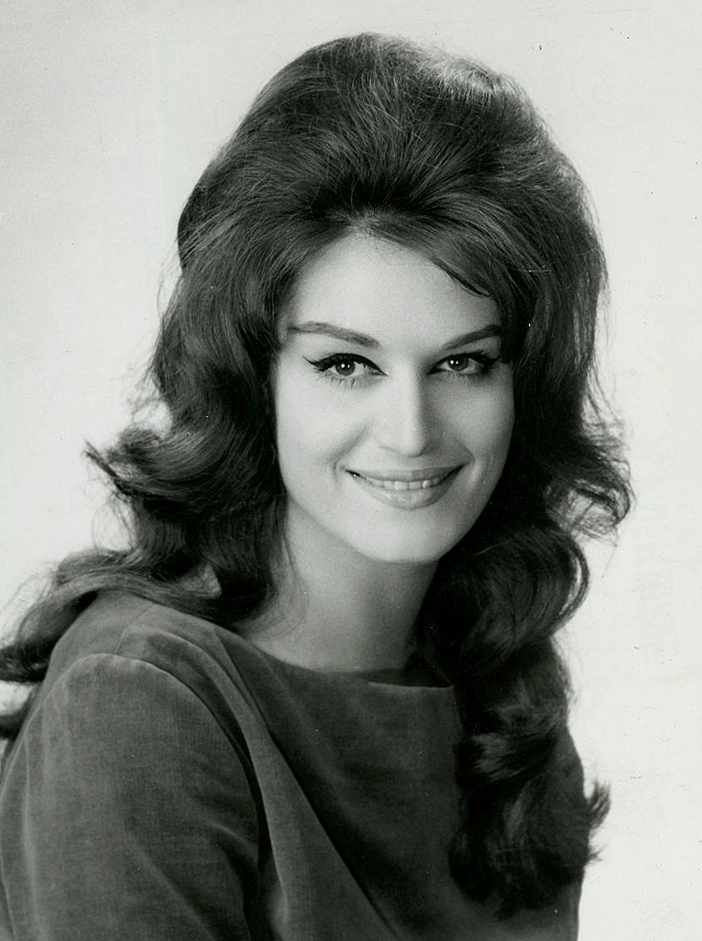
Dalida en 1961.

Achète moi un juke-box est une chanson écrite par Clément Nicolas, composée par Georges Garvarentz, créée et interprétée par Dalida et sortie en 1962,. Dans ce titre, il est fait référence à Lucien Morisse, ex-mari de Dalida, qu'elle appelle « Papa ». 

## Classement hebdomadaire
| Classement (1979-1980) | Meilleure position |
| ---------------------- | ------------------ |
| Wallonie               | 34                 |
| France                 | 3                  |